# Robert S. Garnett
Robert Selden Garnett (16 december 1819 – 13 juli 1861) was een beroepsofficier die tot het uitbreken van de Amerikaanse Burgeroorlog in het United States Army diende. In 1861 nam hij ontslag om bij het Confederate States Army te dienen als brigadegeneraal. Hij was de eerste Zuidelijke generaal die sneuvelde tijdens het conflict.

## Eerste jaren en militaire loopbaan
Garnett kwam ter wereld in Essex County, Virginia op de plantage van zijn familie. Samen met zijn neef Richard B. Garnett kreeg hij zijn opleiding aan de United States Military Academy in West Point. Hij studeerde af als 27ste van een klas van 52 leerlingen.
Garnett kreeg een aanstelling als tweede luitenant bij de 4th U.S. Artillery in juli 1841. Hij bracht een jaar door aan de noordelijke grens tijdens de grensproblemen met Canada waarna hij naar het garnizoen van Fort Monroe gestuurd werd. In 1843 kreeg Garnett de functie van assistent-instructeur voor tactische aangelegenheden. Daarna werd hij rekruutofficier en aide-de-camp van generaal John E. Wool. Tijdens de Mexicaans-Amerikaanse Oorlog diende hij onder Zachary Taylor en werd tweemaal onderscheiden voor zijn bijdrages in de Slag bij Monterrey en de Slag bij Buena Vista.
In 1848 werd Garnett overgeplaatst naar de 7th U.S. Infantry en diende tijdens de Seminole-oorlogen in Florida. Na een korte tussenstop in Washington, D.C. werd hij overgeplaatst naar de grensregio in Texas waar hij bevorderd werd tot kapitein. Hij keerde terug naar West Point waar hij diende als commandant van de cadetten en werd opnieuw overgeplaatst naar een garnizoen in Virginia. Hij kreeg de benoeming tot kapitein in de1st U.S. Cavalry en vertrok opnieuw naar de grensregio’s. Garnett werd bevorderd tot majoor bij de 9th U.S. Infantry en werd naar het Washingtonterritorium gestuurd. Daar nam hij in 1856 deel aan de Yakimaoorlog en vocht in 1858 tegen de Puget Sound-Indianen. Hij ontwierp en bouwde Fort Simcoe. Toen zijn vrouw en kind overleden ten gevolge van ziekte kreeg hij verlof om hun lichamelijke overschotten te begraven. Nog steeds in rouw reisde hij Europa rond toen de Zuidelijke staten gevormd werden.

## DeAmerikaanse Burgeroorlog
Toen Virginia zich afscheurde van de Verenigde staten nam Garnett ontslag uit het leger in april 1861. Hij kreeg een aanstelling tot Adjudant-generaal onder Robert E. Lee. In juni kreeg hij de rang van brigadegeneraal. Bij het begin van de oorlog staken de Noordelijken de Ohio over en veroverden een deel van Virginia na hun overwinning bij Philippi. Op 15 juni gaf Lee Garnett de opdracht om de Zuidelijke eenheden in de regio te reorganiseren. Hij stelde de eenheden op langs de Staunton-Parkersburg Turnpike om de achterliggende aanvoerlijnen te beschermen tegen de Noordelijken. In een reeks van kleine gevechten waarbij de Zuidelijken zich stelselmatig dienden terug te trekken onder druk van generaal-majoor George B. McClellan.
Na de nederlaag bij Rich Mountain trok Garnett zich terug uit zijn stellingen. Hij hoopte met zijn 4.500 soldaten te ontsnappen naar noordelijke Virginia. Hij kreeg echter informatie in handen dat zijn route zou geblokkeerd zijn door Noordelijke eenheden. (Deze informatie bleek later verkeerd te zijn.) Daarom marcheerde hij in noordoostelijke richting. Hij werd achtervolgd door 20.000 Noordelijke soldaten. Garnett stopte aan verschillende rivieroversteekplaatsen om zijn achtervolgers te vertragen. Terwijl hij zijn achterhoede aanvoerde bij Corrick's Ford werd Garnett doodgeschoten. Een vriend uit de Noordelijke rangen ontfermde zich over zijn lichaam nadat zijn eigen manschappen waren gevlucht